# Virgin Killer
Virgin Killer – czwarty album studyjny Scorpions wydany w roku 1976.
Jego okładka, przedstawiająca nagą małoletnią dziewczynkę (w wieku 10 lat), wzbudziła kontrowersje w Stanach Zjednoczonych i poza nimi; dlatego po jakimś czasie opublikowano nową okładkę.
Artykuł w anglojęzycznej Wikipedii poświęcony płycie Virgin Killer znalazł się 5 grudnia 2008 na „czarnej liście” Internet Watch Foundation, co sprawiło, że stał się on niedostępny dla około 95% użytkowników Internetu w Wielkiej Brytanii. Przyczyną blokady było potencjalne naruszenie prawa przez publikację okładki. Ostatecznie stronę odblokowano, uznając okładkę jako element twórczości artystycznej, a nie akt pornografii dziecięcej.

## Lista utworów
| 1. | „Pictured Life”    | 3:21  |
|    |                    |       |
| 2. | „Catch Your Train” | 3:32  |
|    |                    |       |
| 3. | „In Your Park”     | 3:39  |
|    |                    |       |
| 4. | „Backstage Queen”  | 3:10  |
|    |                    |       |
| 5. | „Virgin Killer”    | 3:41  |
|    |                    |       |
| 6. | „Hell Cat”         | 2:54  |
|    |                    |       |
| 7. | „Crying Days”      | 4:36  |
|    |                    |       |
| 8. | „Polar Nights”     | 5:04  |
|    |                    |       |
| 9. | „Yellow Raven”     | 4:58  |
|    |                    |       |
|    |                    | 34:55 |
|    |                    |       |

## Twórcy albumu
- Klaus Meine – wokal
- Rudolf Schenker – gitara rytmiczna
- Ulrich Roth – gitara solowa, wokal w utworze "Hell-Cat" i "Polar Nights"
- Francis Buchholz – gitara basowa
- Rudy Lenners – perkusja
- Dieter Dierks – producent